# Frank Righeimer
Frank Righeimer (Chicago, 28 de febrero de 1909-Palm Beach, 5 de julio de 1998) fue un deportista estadounidense que compitió en esgrima, especialista en las modalidades de florete y espada. Participó en dos Juegos Olímpicos de Verano en los años 1932 y 1936, obteniendo dos medallas en Los Ángeles 1932, bronce en la prueba de florete por equipos y bronce en espada por equipos.

## Palmarés internacional
| Juegos Olímpicos | Juegos Olímpicos             | Juegos Olímpicos  | Juegos Olímpicos    |
| Año              | Lugar                        | Medalla           | Prueba              |
| ---------------- | ---------------------------- | ----------------- | ------------------- |
| 1932             | Los Ángeles (Estados Unidos) | Medalla de bronce | Florete por equipos |
| 1932             | Los Ángeles (Estados Unidos) | Medalla de bronce | Espada por equipos  |